# 550 a.C.
Il 550 a.C. (DL a.C. in numeri romani) è un anno  del VI secolo a.C.

## Eventi
- Il popolo dei Persiani guidato da Ciro il Grande sottomise i Medi.
- Colonizzazione etrusca della Pianura Padana.

## Nati
- Atossa, principessa persiana († 475 a.C.)
- Dario I di Persia, re persiano († 486 a.C.)
- Ecateo di Mileto, geografo e storico greco antico († 476 a.C.)

## Morti
- Arcesilao II di Cirene, sovrano
- Argantonio, sovrano (n. 670 a.C.)